# Seray Altay
Seray Altay (ur. 28 sierpnia 1987 w Ankarze) – turecka siatkarka, reprezentantka kraju, grająca na pozycji atakującej. Od sezonu 2015/2016 występuje w drużynie Sarıyer Belediyesi.

## Sukcesy klubowe
Puchar Turcji:
- 2002, 2003

Mistrzostwo Turcji:
- 2002, 2003, 2006, 2007
- 2011
- 2004, 2005, 2010

Puchar Top Teams:
- 2005

Liga Mistrzyń:
- 2011

Puchar CEV:
- 2012